# Agnieszka Bieńczyk-Missala
Agnieszka Bieńczyk-Missala (ur. 23 sierpnia 1976) – polska politolożka, profesor Uniwersytetu Warszawskiego, doktor habilitowana nauk społecznych, wykładowczyni na Wydziale Nauk Politycznych i Studiów Międzynarodowych Uniwersytetu Warszawskiego. Specjalizuje się w problematyce: polityki zagranicznej Polski, praw człowieka, masowych zbrodni, międzynarodowego prawa humanitarnego, organizacji międzynarodowych.

## Życiorys
Ukończyła w 2000 ISM UW oraz Studium Bezpieczeństwa Narodowego. W 2004 obroniła doktorat na temat Prawa człowieka w polityce zagranicznej RP (promotor: Roman Kuźniar). W 2018 habilitowała się na WNPiSM UW na podstawie rozprawy Zapobieganie masowym naruszeniom praw człowieka. Międzynarodowe instytucje i instrumenty. Pracuje na stanowisku profesorki na WNPiSM UW. Prowadzi po polsku i po angielsku zajęcia z międzynarodowej ochrony praw człowieka, prawa konfliktów zbrojnych, zbrodni międzynarodowych.
Kierowniczka projektu „Zapobieganie masowym naruszeniom praw człowieka” finansowanego przez Narodowe Centrum Nauki (2013–2017), zastępczyni dyrektora ISM ds. badań naukowych i współpracy z zagranicą (2008–2012). Ekspertka w europejskim programie TUNING (2009–2010). Analityczka w Polskim Instytucie Spraw Międzynarodowych (2006–2008). Członkini Polskiego Towarzystwa Studiów Międzynarodowych (od 2008) oraz Stowarzyszenia Studiów Strategicznych (od 2022 r.) Przewodnicząca Komitetu Fundacji Ogród Sprawiedliwych (od 2023 r.) Autorka artykułów na temat polityki zagranicznej Polski w Roczniku Strategicznym.
Jest prokurentką w rodzinnej firmie Quality Missala sp.j..

## Wybrane publikacje
- Russia’s War Crimes in Ukraine as a Tool of War, w: P. Grzebyk, D. Uczkiewicz (red.), The Russian-Ukrainian Conflict and War Crimes: Challenges for Documentation and International Prosecution, Routledge, Londyn–Nowy Jork 2024, s. 115–128.
- If Not Now, Then Never. Poland Towards the European Defense Development, w: EU Common Security and Defense Policy. Quo Vadis? How European Capitals Understand CSDP, "Cuaderno de Estrategia" nr 228, Centro Superior de Estudios de la Defensa Nacional (CESEDEN), Madryt 2024, s. 157–185.
- Po pierwsze, bezpieczeństwo: polityka zagraniczna Polski w drugim roku agresji Rosji na Ukrainę, "Rocznik Strategiczny" 2023/2024, Wydawnictwo Naukowe Scholar, Warszawa 2024, s. 324–337.
- Humanitarne konsekwencje wojny w Ukrainie, w: (red. T Stępniewski) Europa Środkowa i Wschodnia w cieniu wojny Rosji z Ukrainą: wyzwania geopolityczne i dylematy bezpieczeństwa, Instytut Europy Środkowej, Lublin 2023, s. 27–49.
- Polityka zagraniczna Polski po agresji Rosji na Ukrainę, "Rocznik Strategiczny" 2022/2023, Wydawnictwo Naukowe Scholar, Warszawa 2023, s. 341–358.
- Polityka zagraniczna Polski pod presją z Zachodu i Wschodu, "Rocznik Strategiczny" 2021/2022, Wydawnictwo Naukowe Scholar, Warszawa 2022, s. 384–402.
- Polityka zagraniczna RP: czy leci z nami pilot? "Rocznik Strategiczny" 2020/2021, Wydawnictwo Naukowe Scholar, Warszawa 2021, s. 327–340.
- Dziedzictwo Krzysztofa Skubiszewskiego w polityce zagranicznej RP (współautor i współred. z R. Kuźniarem), Wydawnictwo Naukowe Scholar, Warszawa 2020.
- International humanitarian law in the context of military interventions of the West, w: (red. M. Madej) Western military interventions after the Cold War, Routledge, London-New York 2019.
- Kosovo: the first war for human rights, w:  (red. M. Madej) Western military interventions after the Cold War, Routledge, London-New York 2019.
- Zapobieganie masowym naruszeniom praw człowieka, Wydawnictwo Naukowe Scholar, Warszawa 2018.
- Rafał Lemkin, A Hero of Humankind, PISM, Warszawa 2010, (współred. z S. Dębskim).
- Międzynarodowa ochrona praw człowieka. Wybór dokumentów (opracowanie), Wydawnictwa Uniwersytetu Warszawskiego, Warszawa 2008.
- Prawa człowieka w polskiej polityce zagranicznej (współautor i współred. z R. Kuźniarem), PISM, Warszawa 2007.
- Prawa człowieka w polskiej polityce zagranicznej po 1989 roku, Wydawnictwa Uniwersytetu Warszawskiego, Warszawa 2005.
  - tłumaczenie: Human Rights in Polish Foreign Policy after 1989, The Polish Institute of International Affairs, Warszawa 2006.